# Coniothyrium conorum
Coniothyrium conorum är en svampart som beskrevs av Sacc. & Roum. 1882. Coniothyrium conorum ingår i släktet Coniothyrium och familjen Leptosphaeriaceae.   Inga underarter finns listade i Catalogue of Life.